# Independent Women Part I
Independent Women Part I – singel amerykańskiego zespołu Destiny’s Child z 2000 roku. Utwór promuje album Survivor z 2001 roku.
Twórcami piosenki są Beyoncé Knowles, Sam Barnes, Jean-Claude Olivier, Cory Rooney.
Piosenka została napisana przez członkinię grupy – Beyoncé Knowles. Nagranie pojawiło się również na albumie ze ścieżką dźwiękową do filmu Aniołki Charliego z 2000 roku.
Oryginalnie „Independent Women Part II” była oficjalną wersją, a „Independent Women Part I” była znana pod nazwą „Pasadena Remix”.

## Wersje singla
- „Independent Women Part I” (Liquid 360 Dark Angel Mix)
- „Independent Women Part I” (Skratch Attack Mix)
- „Independent Women Part I” (A Cappella)
- „Independent Women Part I” (Joe's Smooth 200 2Step Mix)
- „Independent Women Part I” (Joe's Smooth Jazz Carnival Mix)
- „Independent Women Part I” (Maurice’s Independent Remix)
- „Independent Women Part I” (Maurice’s Radio Mix)
- „Independent Women Part I” (Victor Calderone Club Remix)
- „Independent Women Part I” (Victor Calderone Drum Dub Remix)
- „Independent Women Part I” (Instrumental)
- „Independent Women Part I” (Let It All Blow Remix)
- „Independent Women Part II” (Instrumental)

## Pozycje na listach przebojów
| Lista (2000)                     | Najwyższa pozycja |
| -------------------------------- | ----------------- |
| Australian ARIA Singles Chart    | 3                 |
| Austrian Singles Chart           | 22                |
| Belgian (Flandria) Singles Chart | 3                 |
| Canadian Singles Chart           | 1                 |
| Danish Singles Chart             | 3                 |
| Dutch Singles Chart              | 2                 |
| Finnish Singles Chart            | 5                 |
| German Singles Chart             | 3                 |

| Lista (2000)                         | Najwyższa pozycja |
| ------------------------------------ | ----------------- |
| Irish Singles Chart                  | 1                 |
| Italian Singles Chart                | 17                |
| New Zealand RIANZ Singles Chart      | 1                 |
| Norwegian Singles Chart              | 2                 |
| Swedish Singles Chart                | 6                 |
| Swiss Singles Chart                  | 2                 |
| UK Singles Chart                     | 1                 |
| U.S. Billboard Hot 100               | 1                 |
| U.S. Billboard Hot R&B/Hip-Hop Songs | 1                 |